# Hugo Karl Anton Pernice
Hugo Karl Anton Pernice (Halle, 9 novembre 1829 – Greifswald, 31 dicembre 1901) è stato un ginecologo tedesco.

## Biografia
Era figlio del giurista Ludwig Wilhelm Anton Pernice (1799-1861) e padre dell'archeologo classico Erich Pernice (1864-1945).
Pernice studiò nelle università di Gottinga, Halle, Bonn e Praga. Nel 1852 ottenne il dottorato in medicina a Halle, dove in seguito rimase assistente di Anton Friedrich Hohl (1789-1862). Nel 1858 divenne professore di ginecologia e ostetricia all'Università di Greifswald, nonché direttore della clinica di ginecologia.
Fu un istruttore e medico a Greifswald per oltre 40 anni, e andò in pensione nel 1899. Nel 1863 divenne il primo presidente del Medizinischen Vereins Greifswald (Associazione medica di Greifswald).

## Opere principali
- Operationum in arte obstetricia examinatio critica et historica (1855)
- Die Geburten mit Vorfall der Extremitäten neben dem Kopfe (1858)
- Ueber den Scheintod Neugeborener und dessen Behandlung mit elektrischen Reizen (1863)